# Episodi di Bleach (sesta stagione)
La sesta stagione dell'anime Bleach si intitola saga degli Arrancar: Apparizione (BLEACH 破面・出現篇?, Burīchi: Arankaru shutsugen hen) ed è composta dagli episodi che vanno dal 110 al 131. La regia delle puntate è di Noriyuki Abe e sono prodotte da TV Tokyo, Dentsu e Pierrot. I primi 18 episodi sono adattati dal manga omonimo di Tite Kubo e corrispondono agli eventi narrati dal capitolo 183 al 229, proseguendo la narrazione dove si era interrotta la terza stagione; le ultime quattro puntate, invece, non sono tratte dal manga. La trama è incentrata sull'inizio della guerra fra gli Shinigami e gli Arrancar guidati dal capitano traditore Sōsuke Aizen. La sesta stagione è andata in onda in Giappone dal 10 gennaio 2007 al 27 giugno 2007 su TV Tokyo. L'edizione italiana è stata pubblicata su Prime Video il 25 gennaio 2022.
La sesta stagione di Bleach utilizza quattro sigle: due di apertura, Rolling Star di Yui (episodi 110-120) e Alones degli Aqua Timez (episodi 121-131), e due di chiusura, Sakura biyori di Mai Hoshimura (episodi 110-120) e Tsumasaki di OreSkaBand (episodi 121-131).

## Lista episodi
| Nº  | Titolo italiano Giapponese 「Kanji」 - Rōmaji | In onda          | In onda         |
| Nº  | Titolo italiano Giapponese 「Kanji」 - Rōmaji | Giapponese       | Italiano        |
| 110 | Il sostituto Shinigami torna in attività! Un nuovo studente terrificante 「代行業再開！恐怖の転校生」 - Daikōgyō saikai! Kyōfu no tenkōsei | 10 gennaio 2007  | 25 gennaio 2022 |
| 110 | A Hueco Mundo l'Arrancar incompleto Grand Fisher si appresta ad andare sulla terra per trovare Ichigo Kurosaki. Nel frattempo nella scuola arriva un nuovo studente, Shinji Hirako. Shinji rivela che anche lui ha la maschera come Ichigo in certe situazioni e afferma di far parte di un gruppo chiamato Vizard, Shinigami che possiedono poteri Hollow, e chiede a Kurosaki di far parte di questo gruppo. Kon, che ha il corpo di Ichigo, incontra Grand Fisher che, vedendolo con le sembianze di Kurosaki, si appresta alla vendetta per la precedente sconfitta. Ishida incontra un altro pseudo-Arrancar e in suo aiuto arriva suo padre, un altro Quincy, Ryūken. |                  |                 |
| 111 | Sconvolgente! La vera natura dei padri 「驚愕！親父達の正体」 - Kyōgaku! Oyajitachi no shōtai | 17 gennaio 2007  | 25 gennaio 2022 |
| 111 | Ryūken dice a suo figlio Ishida che l'unico modo per poter riavere i suoi poteri è quello di non avere mai più a che fare con gli Shinigami. Kon scappa da Grand Fisher e in suo aiuto arriva Isshin Kurosaki con le vesti di Shinigami. Ichigo e Shinji sentono una potente reiatsu, e così Ichigo si allontana per vedere chi sia. Isshin in un attimo sconfigge Grand Fisher uccidendolo. |                  |                 |
| 112 | Inizia la guerra; truppe mascherate e maschere spezzate 「戦いの始まり、仮面の軍勢と破面」 - Tatakai no hajimari, vaizādo to arankaru | 24 gennaio 2007  | 25 gennaio 2022 |
| 112 | Subito dopo la morte di Grand Fisher appare Kisuke Urahara e dialoga con Isshin Kurosaki sui Vizard, su Aizen e i suoi Arrancar, affermando che al più presto ci sarà una guerra che vedrà il coinvolgimento di tutti. Ichigo a scuola parla con Shinji, che prova a portarsi Ichigo nel suo gruppo di Vizard ma lui rifiuta ancora. Shinji incontra Hiyori Sarugaki. Arrivano Chad e Inoue, e Hiyori è sul punto di ucciderli ma Shinji la ferma e la porta via. Ishida va dal padre Ryūken e gli giura che non aiuterà mai più gli Shinigami. |                  |                 |
| 113 | Preludio dell'apocalisse, l'invasione degli Arrancar! 「世界崩壊への序曲、アランカル襲来！」 - Sekai hōkai e no jokyoku, arankaru shūrai | 31 gennaio 2007  | 25 gennaio 2022 |
| 113 | Ichigo nel letto pensa a quello che ha detto Shinji, ovvero che il suo Hollow interiore sta diventando troppo potente e non lo riesce a controllare. Karin parla con Ichigo ed ha capito che suo fratello è uno Shinigami ma lui afferma il contrario. Nel frattempo nel mondo reale arrivano due Arrancar, Yammy Rialgo e Ulquiorra Schiffer. Yammy inizia a risucchiare le anime degli umani, arriva Tatsuki ma anche a lei Yammy sta per succhiare l'anima, ed in suo soccorso arrivano Chad e Orihime. Chad viene sconfitto con un solo attacco dal fortissimo Arrancar e Orihime invoca Tsubaki, che viene polverizzato in un istante. Appena Yammy sta per colpire Orihime arriva Ichigo. |                  |                 |
| 114 | Riuniti: Ichigo, Rukia e gli Shinigami 「再会、一護とルキア」 - Saikai, Ichigo to Rukia to shinigami tachi | 7 febbraio 2007  | 25 gennaio 2022 |
| 114 | Ichigo combatte contro Yammy tagliandogli anche un braccio, poi però interviene il suo Hollow interiore e il ragazzo rimane immobilizzato nel tentativo di domarlo mentre Yammy lo prende a pugni, e viene salvato da Urahara e Yoruichi Shihōin. Yoruichi combatte contro Yammy prendendolo a pugni e Urahara attacca Ulquiorra che respinge l'attacco di Benihime con un Cero. I due Arrancar ritornano quindi nell'Hueco Mundo. Sulla Terra giungono nuovi rinforzi dalla Soul Society, travestiti da alunni: Renji, Ikkaku, Hitsugaya, Rangiku Matsumoto, Yumichika e Rukia. |                  |                 |
| 115 | Missione speciale! Arrivano gli Shinigami 「特命！やってきた死神たち」 - Tokumei! Yatte kita shinigamitachi | 14 febbraio 2007 | 25 gennaio 2022 |
| 115 | Ichigo dopo aver parlato con gli Shinigami appena venuti, combatte contro un Hollow però mentre combatte ha paura che l'Hollow interiore possa mostrarsi e quindi ha paura di combattere. Rukia arriva e lo incoraggia dicendo che deve sconfiggere questa paura e questo Hollow interiore. Hitsugaya spiega ad Ichigo e gli altri le varie classi di Arrancar e dice che con dieci Vasto Lorde, Aizen può distruggere la Soul Society. |                  |                 |
| 116 | Occhi maligni, torna Aizen 「悪しき瞳、藍染再び」 - Ashiki hitomi, Aizen futatabi | 21 febbraio 2007 | 25 gennaio 2022 |
| 116 | Ulquiorra e Yammy tornano a Hueco Mundo a fare rapporto ad Aizen ed agli altri Arrancar. Grimmjow Jeagerjaques, uno degli Arrancar più forti di Aizen, infuriato con Ulquiorra e Yammy che non hanno ucciso il proprio bersaglio, si reca con la sua squadra di cinque Fracción sulla Terra per eliminare quelli con una forte reiatsu. Orihime si confessa con Matsumoto per quello che prova per Ichigo. |                  |                 |
| 117 | Lo scontro di Rukia ha inizio! Una bianca lama raggelante 「ルキア戦闘開始！凍りつく白い刃」 - Rukia sentō kaishi! Kōritsuku shiroi yaiba | 28 febbraio 2007 | 25 gennaio 2022 |
| 117 | Le Fracción di Grimmjow scelgono i loro avversari, Yylfordt Grantz combatte contro Renji, Edrad Leones contro Ikkaku, Shawlong Kufang contro Hitsugaya, Nakeem Grindina contro Matsumoto. D-Roy nel frattempo stava per eliminare Chad con un colpo solo ma lo salva Ichigo. Arriva Rukia e combatte lei contro D-Roy, usando per la prima volta il suo Shikai che elimina D-Roy. Grimmjow nel frattempo arriva da Ichigo e Rukia, e il combattimento tra Ikkaku e Edrad ha inizio. |                  |                 |
| 118 | Il Bankai di Ikkaku, il potere della distruzione assoluta! 「一角卍解！全てを砕く力」 - Ikkaku bankai! Subete o kudaku chikara | 7 marzo 2007     | 25 gennaio 2022 |
| 118 | Ikkaku riesce a ferire Edrad grazie a delle strategie di combattimento, e così la Fracción è costretta a rilasciare la sua Zanpakutō. Nel frattempo Rukia avverte che la reiatsu di Grimmjow è di tutt'altro livello rispetto a D-Roy. Grimmjow trafigge con la mano Rukia sconfiggendola in un attimo. Ikkaku, visto che lo Shikai è inutile contro l'Arrancar, usa il suo Bankai. Ikkaku carica il suo Bankai ed entrambi attaccano al pieno della loro potenza. |                  |                 |
| 119 | Cronache segrete della compagnia di Zaraki! Gli uomini baciati dalla fortuna 「更木隊秘話！ツイている男たち」 - Zaraki tai hiwa! Tsuite iru otokotachi | 21 marzo 2007    | 25 gennaio 2022 |
| 119 | In un flashback si vede Ikkaku che combatte contro Zaraki e viene sconfitto, e Zaraki gli dice che quando uno perde un combattimento ma non viene ucciso allora questa persona è fortunata. Sempre nel flashback vediamo che sia Ikkaku che Yumichika diventano degli Shinigami dell'Undicesima divisione, quella di cui Zaraki è capitano. Madarame insegna a Renji come si combatte e non vuole fargli vedere il suo Bankai perché non vuole fare carriera, bensì combattere sempre al fianco del suo capitano. Alla fine dei ricordi Ikkaku uccide Edrad e Yumichika si congratula con Madarame per la vittoria. Egli risponde che oggi è stato davvero fortunato. |                  |                 |
| 120 | Hitsugaya finisce in pezzi! Hyorinmaru infranta 「日番谷散る！砕けた氷輪丸」 - Hitsugaya chiru! Kudaketa Hyōrinmaru | 28 marzo 2007    | 25 gennaio 2022 |
| 120 | Renji nemmeno con il Bankai riesce a sconfiggere Yylfordt, Matsumoto è a terra quasi svenuta, e Hitsugaya usando il Bankai non riesce a colpire Shawlong. Shawlong afferma che gli Arrancar dal numero 11 in giù si basano solo sulla nascita, mentre per i primi dieci Arrancar i numeri vengono dati secondo la loro forza, e questo gruppo d'élite viene chiamato Espada, di cui Grimmjow è il numero 6. Ichigo con lo Shikai non riesce nemmeno a fare un graffio a Grimmjow ed usa il Bankai, Matsumoto contatta la Soul Society per avere il permesso di togliere la limitazione che avevano giungendo sulla Terra. |                  |                 |
| 121 | Scontro violento! I protettori contro i sofferenti 「激突！護る者VS被る者」 - Gekitotsu! Mamoru mono VS kōmuru mono | 11 aprile 2007   | 25 gennaio 2022 |
| 121 | Renji, Matsumoto e Hitsugaya, avendo tolto il loro limite, diventano cinque volte più forti e riescono ad eliminare gli Arrancar. Renji elimina Yylfordt, Matsumoto Nakeem, ed Hitsugaya uccide Shawlong. Ichigo combatte contro Grimmjow ma l'Espada blocca a mani nude gli attacchi di Ichigo e lo Shinigami non riesce nemmeno a colpirlo. Grimmjow batte con facilità Ichigo che riesce solo a colpirlo con il Getsuga Tensho creato dall'Hollow interiore. Grimmjow sta per rilasciare la sua Zanpakutō per uccidere definitivamente un esausto e ferito Ichigo, ma arriva a salvarlo Kaname Tosen, venuto a prendere Grimmjow perché dice che ha disubbidito agli ordini di Aizen. Grimmjow se ne va dicendo ad Ichigo di ricordarsi il suo nome. Dopo il combattimento Ichigo rimane triste sentendosi inutile.                              |                  |                 |
| 122 | I Vizard, il potere dei risvegliati 「ヴァイザード！目覚めし者たちの力」 - Vaizādo! Mezameshi monotachi no chikara | 18 aprile 2007   | 25 gennaio 2022 |
| 122 | Grimmjow viene portato da Aizen, perché Tosen afferma che Grimmhow ha tradito Aizen poiché è andato a combattere sulla Terra di propria iniziativa, chiedendo di poterlo uccidere come punizione, ma Aizen rifiuta e quindi Tosen taglia il braccio di Grimmjow e lo distrugge così non potrà più riattaccarlo. Ichigo, nel frattempo è depresso perché è stato sconfitto totalmente da Grimmjow. Ishida si allena con suo padre Ryūken per riottenere i suoi poteri di Quincy, e Chad implora Urahara di allenarlo. Ichigo si reca dai Vizard e vuole sapere da Shinji come può controllare la sua parte interiore Hollow, interviene Hiyori e lei usa la maschera e dice che ora ucciderà Ichigo. |                  |                 |
| 123 | La trasformazione in Hollow di Ichigo è completa?! 「一護、完全ホロウ化!?」 - Ichigo, kanzen horō-ka!? | 25 aprile 2007   | 25 gennaio 2022 |
| 123 | Hiyori, con la sua maschera Hollow, è un avversario impegnativo per Ichigo e quindi per non morire anche lui usa la maschera, cogliendo di sorpresa e immobilizzando Hiyori, ma gli altri Vizard intervengono e riescono fermare Ichigo prima che lui la uccida. Shinji allora decide di aiutare Ichigo e lo porta nei sotterranei della loro base dove i Vizard potranno aiutare Ichigo a controllare la sua parte interiore Hollow. Ichigo inizia a trasformarsi in un Hollow e gli altri Vizard dovranno trattenerlo, mentre Ichigo si trova nel mondo di Zangetsu ad affrontare l'Ichigo Hollow ed entrambi usano il Bankai. |                  |                 |
| 124 | Scontro! Bankai Nero e Bankai Bianco 「激突！黒い卍解と白い卍解」 - Gekitotsu! Kuroi bankai to shiroi bankai | 2 maggio 2007    | 25 gennaio 2022 |
| 124 | Ichigo affronta il suo Hollow interiore nel mondo di Zangetsu, usano i propri Bankai, combattono e Kurosaki si ricorda dei suoi avversari che ha avuto in passato come Byakuya e Kariya, li affronta in questo mondo immaginario, e loro danno una mano ad Ichigo per ricordargli il motivo per cui egli combatte. I Vizard combattono contro Ichigo nel mondo reale, prima Lisa e poi Kensei affrontano il ragazzo. La sua parte Hollow riesce ad avere la meglio su Ichigo, gli rompe la spada e gli dice che lui non vuole aiutare qualcuno che non ha istinto per la battaglia. Ichigo allora riesce a rompere la spada del nemico. |                  |                 |
| 125 | Comunicato urgente! Lo spaventoso piano di Aizen! 「緊急報告！藍染の恐るべき計画！」 - Kinkyū hōkoku! Aizen no osorubeki keikaku! | 9 maggio 2007    | 25 gennaio 2022 |
| 125 | Mentre Ichigo affronta Zaraki in questo mondo immaginario, questi gli dice che Ichigo deve combattere e andare avanti. Così Ichigo prende la spada dell'Hollow interiore e lo trafigge prendendo per il momento il controllo su di esso, anche se promette che lui prima o poi tornerà. Nel frattempo Yamamoto parla con Hitsugaya sull'obiettivo principale di Aizen, che sarebbe quello di ottenere la chiave del re, per uccidere il Re Spirito. Yamamoto continua e dice che Aizen per avere questa chiave del re deve uccidere 100.000 persone proprio nella città di Karakura. Al negozio di Urahara, Chad si allena con Renji. Yamamoto parla di una persona che vuole vedere Hitsugaya: Momo Hinamori. |                  |                 |
| 126 | Uryu contro Ryuken! Scontro tra Quincy 「雨竜VS竜弦！激突クインシー親子」 - Uryū VS Ryūken! Gekitotsu kuinshī oyako | 16 maggio 2007   | 25 gennaio 2022 |
| 126 | Hinamori parla con Hitsugaya, all'inizio tranquillamente ma poi lei dice che Aizen è innocente e che Ichimaru o qualcun altro lo sta minacciando, e Yamamoto la fa svenire. Nel frattempo Chad si sta allenando con Renji, che aiuta Chad perché Urahara gli ha promesso che se lo avesse fatto avrebbe risposto alle sue domande, e che lui non lo può allenare perché il suo Bankai non è adatto ad allenare le persone. Orihime nel frattempo va da Ichigo, sorprendendo i Vizard perché nessun essere umano poteva entrare lì dentro visto che c'era la barriera, e avverte Ichigo dei piani di Aizen. Ishida si allena ancora col padre Ryūken, per la prima volta è Ishida ad attaccarlo, ma è inutile perché il padre non si fa nulla, mentre lui riesce a colpirlo al petto, e Ryūken informa che Uryū ha di nuovo i suoi poteri di Quincy. |                  |                 |
| 127 | La decisione di Urahara, i sentimenti di Orihime 「浦原の決断、織姫の想い」 - Urahara no ketsudan, Orihime no omoi | 30 maggio 2007   | 25 gennaio 2022 |
| 127 | Yoruichi raggiunge Orihime e le dice che la vuole Urahara. Kisuke la informa che lui non vuole che Inoue partecipi alla guerra che sta per scoppiare, perché visto che non può combattere sarebbe un peso inutile, e che al suo posto per guarire ci saranno altri combattenti come Retsu Unohana. Orihime è triste ma accetta. Hiyori in seguito prende Orihime e la porta dai Vizard dove Hachi riesce a far tornare in vita Tsubaki per lei, dato che da sola non riusciva a guarirlo. Yammy recupera il braccio e si scopre che è l'Espada numero 10. Ulquiorra gli dice che se avesse perso per sempre il braccio non sarebbe più un Espada come Grimmjow, che non lo è più. Aizen nel frattempo sembra molto interessato ad Orihime. |                  |                 |
| 128 | Arrancar da incubo! La squadra di Hitsugaya scende in campo 「悪夢のアランカル！日番谷隊出撃」 - Akumu no arankaru! Hitsugayatai shutsugeki | 6 giugno 2007    | 25 gennaio 2022 |
| 128 | Sulla Terra un Hollow attacca un bambino e Matsumoto lo protegge, arriva Ikkaku e lo uccide, il bambino si chiama Shota Toyokawa, che dice che deve fare qualcosa in questo mondo e che non può andarsene. Matsumoto convince Hitsugaya di aspettare un giorno prima di spedirlo alla Soul Society. Durante la notte Shota ruba la Zanpakuto di Matsumoto, ma lei se ne accorge. Ed arriva un Hollow. |                  |                 |
| 129 | L'apostolo delle tenebre calanti! Un incubo senza fine 「舞い降りた闇の使者！増殖する悪意」 - Maiorita yami no shisha! Zōshoku suru akui | 13 giugno 2007   | 25 gennaio 2022 |
| 129 | Mentre scappano Matsumoto e Shota scoprono che l'Arrancar ha il potere di moltiplicarsi all'infinito. Hitsugaya arriva e riesce a sconfiggerli. in seguito ritorneranno di nuovo, assorbendo altre anime umane e moltiplicarsi ancora, rendendo la sfida molto difficile. Ukitake avvisa Hitsugaya e gli altri che ci deve per forza essere un Arrancar che comanda tutte quelle copie. Shota nel frattempo trova la persona che lui stava cercando, cioè sua sorella, Yui. Loro sono anime, perché sono morti insieme ai loro genitori con un incidente automobilistico. Shota ammette che aveva abbandonato sua sorella ed è fuggito. |                  |                 |
| 130 | Nemico invisibile! La decisione spietata di Hitsugaya 「見えない敵！日番谷、非情な決断」 - Mienai teki! Hitsugaya, hijō na ketsudan | 20 giugno 2007   | 25 gennaio 2022 |
| 130 | L'Arrancar si può trasformare in forma umana e si può trasformare solo nelle anime che ha divorato. Hitsugaya sospetta che si tratta di Yui, anche se prova a mandare l'anima alla Soul Society ma non ci riesce. Così sigilla i due fratelli all'interno di una barriera. Anche Shota sembra avere poteri simili e riesce a rompere la barriera e i due vanno al parco dove c'è anche Matsumoto, e dalla sorella esce l'Arrancar che prova a divorare il fratello. |                  |                 |
| 131 | Le lacrime di Rangiku, il doloroso addio tra fratello e sorella 「乱菊の涙、哀しき兄妹の別れ」 - Rangiku no namida, kanashiki kyōdai no wakare | 27 giugno 2007   | 25 gennaio 2022 |
| 131 | L'Arrancar divora Yui, e combatte prima contro Matsumoto e poi contro Hitsugaya. L'Arrancar crea molte copie e così riesce a fuggire. Vediamo che gli altri cloni combattono contro gli altri Shinigami, come Ikkaku e Renji. Hitsugaya riesce a raggiungere l'Arrancar attraverso la canzone di Yui, e riesce a colpirlo. L'Arrancar rilascia e Hitsugaya usa il suo Bankai, Hitsugaya lo ferisce e Rangiku, insieme a Shota, gli dà il colpo di grazia. Rangiku dà finalmente sepoltura a Shota che così si riunisce con sua sorella Yui. |                  |                 |

## DVD

### Giappone
Gli episodi della sesta stagione di Bleach sono stati distribuiti in Giappone anche tramite DVD, quattro o cinque episodi per disco, da giugno 2007 ad ottobre 2007.
| N° | Data              | Dischi | Episodi |
| -- | ----------------- | ------ | ------- |
| 1  | 27 giugno 2007    | 1      | 110-113 |
| 2  | 25 luglio 2007    | 1      | 114-117 |
| 3  | 22 agosto 2007    | 1      | 118-121 |
| 4  | 26 settembre 2007 | 1      | 122-126 |
| 5  | 24 ottobre 2007   | 1      | 127-131 |